# Vojenská lázeňská léčebna (Teplice)
Vojenská lázeňská léčebna, zprvu nazývaná Lázeňský dům císaře Františka I. a pak Vojenské lázně, jsou jednou z lázeňských budov severočeského města Teplice, jeho čtvrti Šanov, postavenou zde počátkem 19. století. Lázně byly a jsou i dnes zaměřeny na léčbu vojáků. Areál je kulturní památkou.

## Historie

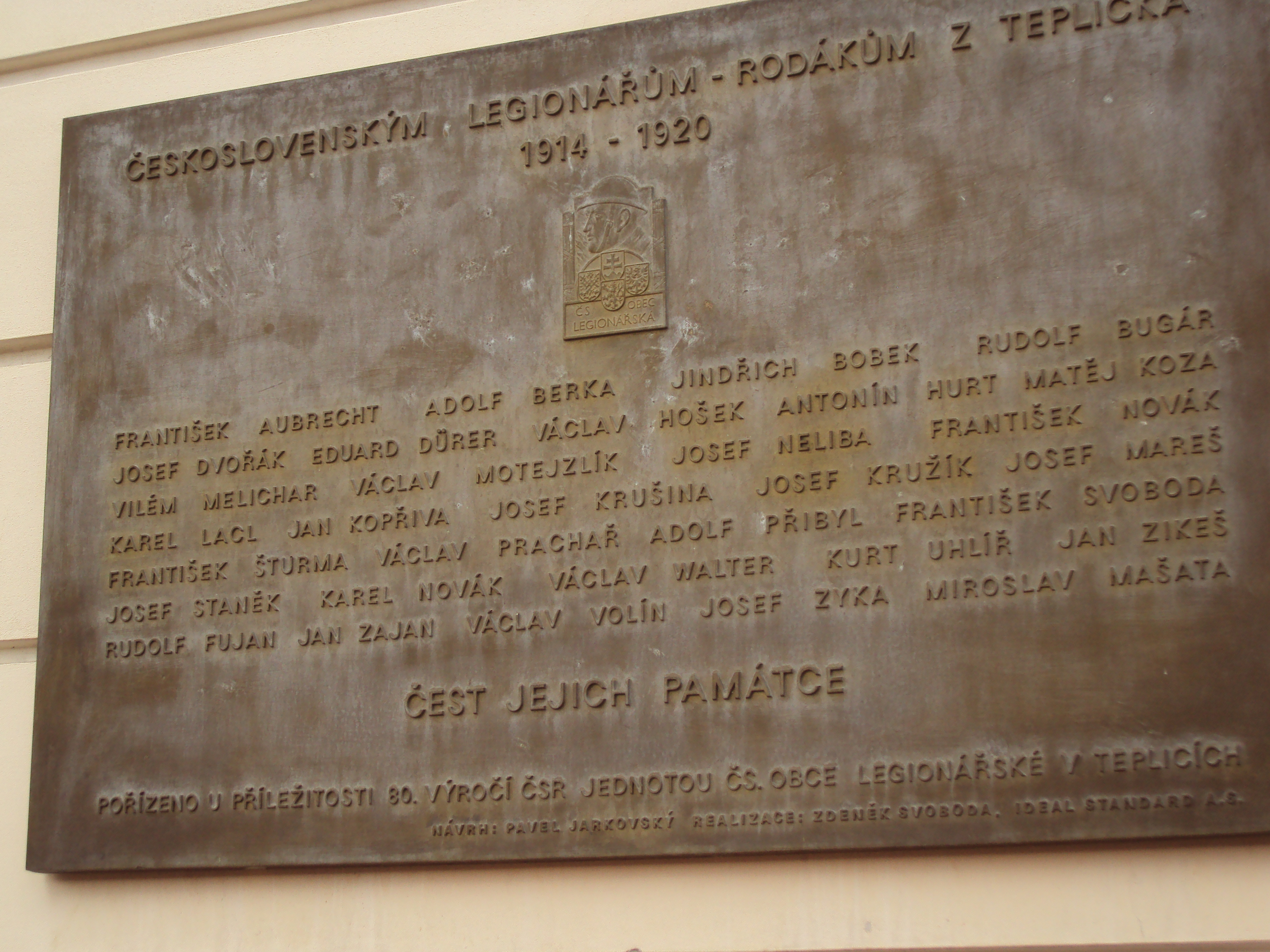
Deska legionářů

Byly postaveny v lázeňském městečku Šanov (dnes je čtvrtí Teplic) v letech 1804 až 1807 z popudu maršála Jana von Zopfta a na přímluvu mnoha dalších důležitých osobností na místě louky s několika prameny. V té době byly Teplice známé a úspěšné lázně pro raněné vojáky i vzájemně nepřátelských armád z bitev v širokém okolí a staly se po dohodě panovníků neutrální zónou. Vojenský léčebný ústav byl jedním z prvních tohoto druhu v Evropě.
Šanov se stal městečkem v roce 1884 a o 11 let později byl připojen k Teplicím. V letech 1886 až 1887 a později v období let 1948 až 1952 byly v areálu provedeny velké stavební úpravy. Poslední modernizaci areál prodělal v roce 2009.

## Budovy lázní
Klasicistní areál má čtyři postupně stavěná křídla, mezi nimiž je vnitřní dvůr. Budova č. p. 1170 je státem chráněná kulturní památka (č. 43714/5-2505), v seznamu vedena od 3. května 1958. Úřední adresa je Vojenská lázeňská léčebna, Svatopluka Čecha 2, 41 501 Teplice. Hlavní vchod je ze Sadů Československé armády. K léčebně patří lázeňský dům Judita a penziony (dependence) Vladislav a Antonie.
K lázním vedou trolejbusové linky 106 a 111 a autobusová linka 122 teplického systému MHD, vlakové i autobusové nádraží jsou zhruba 1 500 metrů daleko.